# Sue Bird
Suzanne (Sue) Brigit Bird (Syosset, 16 oktober 1980) is een Amerikaans basketbalspeelster, onder meer in de WNBA. 
Bird speelde voor het team van de Universiteit van Connecticut, voordat ze als eerste werd gekozen door de Seattle Storm in het WNBA-draft van 2002. Bird heeft vier WNBA-kampioenschappen (2004, 2010, 2018 en 2020), vijf gouden Olympische medailles, (2004, 2008, 2012, 2016 en 2020), en vier FIBA World Cups (2002, 2010, 2014 en 2018) gewonnen. Ze is ook geselecteerd voor dertien WNBA All-Star-teams en acht All-WNBA-teams. In 2011 werd ze door fans verkozen tot een van de 15 beste spelers aller tijden van de WNBA.
Buiten de WNBA seizoenen speelde ze van 2004 t/m 2014 bij verschillende clubs in Rusland. In totaal won ze vijf keer het Russische landskampioenschap. Ook won ze twee keer de Europe SuperCup.
Bird speelt een gastrol in de film Space Jam: A New Legacy uit 2021 als zichzelf.

## Privéleven
Op 20 juli 2017 kwam Bird uit de kast en vertelde dat ze een relatie had met voetbalspeelster Megan Rapinoe. Op 30 oktober 2020 zijn ze verloofd.
- International Standard Name Identifier: 0000 0000 2767 1526
- Library of Congress Control Number: no2022035616
- Nationale Bibliotheek van Israël: 987012502463105171
- Virtual International Authority File: 72897451
- WorldCat: E39PBJghrDHtyXTrcdjMtX9v73

4 Simone Edwards · 
7 Kamila Vodičková · 
10 Sue Bird · 
15 Lauren Jackson · 
20 Michelle Greco · 
22 Betty Lennox · 
32 Adia Barnes · 
33 Janell Burse · 
43 Alicia Thompson · 
44 Tully Bevilaqua · 
50 Trina Frierson · 
55 Sheri Sam · 
Coach Anne Donovan
2 Swin Cash · 
5 Abby Bishop · 
7 Jana Veselá · 
10 Sue Bird · 
15 Lauren Jackson · 
20 Camille Little · 
25 Svetlana Abrosimova · 
30 Tanisha Wright · 
34 Le'coe Willingham · 
40 Alison Lacey · 
43 Ashley Robinson · 
Coach Brian Agler
1 Crystal Langhorne · 
2 Mercedes Russell · 
3 Courtney Paris · 
6 Natasha Howard · 
10 Sue Bird · 
22 Jordin Canada · 
23 Kaleena Mosqueda-Lewis · 
24 Jewell Loyd · 
30 Breanna Stewart · 
32 Alysha Clark · 
33 Sami Whitcomb · 
45 Noelle Quinn · 
Coach Dan Hughes
0 Ezi Magbegor · 
1 Crystal Langhorne · 
2 Mercedes Russell · 
3 Morgan Tuck · 
6 Natasha Howard · 
10 Sue Bird · 
11 Epiphanny Prince · 
21 Jordin Canada · 
24 Jewell Loyd · 
30 Breanna Stewart · 
32 Alysha Clark · 
33 Sami Whitcomb · 
Coach Gary Kloppenburg